# Mamma Cannes
Mamma Cannes ist ein Ort im Parish Saint Andrew im Inselstaat Grenada in der Karibik.

## Geographie
Der Ort liegt an der Ostküste der Insel im Süden des Parish St. Andrew, an der Grenze zum Parish Saint David auf 112 m bis 189 m Höhe. Die benachbarten Orte sind Terra Cannes, Bellevue und Marquis.